# 團成社
團成社（だんせいしゃ、朝鮮語: 단성사）は、大韓民国の映画館である。大韓帝国末期、同国が日本の保護国となった後の1907年（明治40年）6月4日、同国の首府・漢城府廟洞（現在のソウル特別市鐘路区廟洞）、つまり現在の位置に開館した。1939年（昭和14年）3月27日には大陸劇場（たいりくげきじょう）と改称している。第二次世界大戦後には館名を「團成社」に戻した。旧来の建物を解体し、新築落成した2005年（平成17年）1月からはマルチプレックスシアター（シネマコンプレックス）として稼働している。新漢字表記は団成社。
朝鮮初の常設映画館のひとつであること、加えて、初期において同館は映画製作を行っており「朝鮮映画第1号」とされる『義理的仇討』（1919年）を製作・公開したことで知られる。

## 沿革
- 1907年6月4日 - 團成社として開館[1][2]
- 1917年 - 日本人実業家田村義次郎に所有権を移転[2]
- 1918年12月21日 - 同館支配人に朴承弼が就任、4階建てに改築・再開館[1][2][3]
- 1919年10月27日 - 同館が製作した映画『義理的仇討（朝鮮語版）』を公開[1][2]
- 1939年3月27日 - 大陸劇場と改称[1][8][9]
- 1946年1月31日 - 館名を團成社に戻す[1]
- 2001年9月1日 - 旧来の建物の解体に入る[1]
- 2005年1月 - 新築落成、7スクリーンのマルチプレックスシアターとして再開館[1]
- 2006年9月 - さらに3スクリーンを追加、10スクリーンとなる[1]
- 2016年9月 秭一團成ゴールド と 改名

## データ

### 1907年 - 1945年
- 所在地 : 大韓帝国漢城府廟洞（朝鮮語版） （開館時）
  - のちの朝鮮京城府授恩町56番地[8][9]
  - 現在の大韓民国ソウル特別市鐘路区廟洞56番地[1]

北緯37度34分15.36秒 東経126度59分32.66秒 / 北緯37.5709333度 東経126.9924056度
- 所有・経営 : 
  1. 金然永 （1907年 - 1917年[2]）
  2. 田村義次郎 （1917年[2] - 1920年代）
  3. 田村みね （田村ノブとも、1920年代 - 1939年[2]）
    - 支配人 朴承弼 [2]

  4. 石橋良介 （1939年 - 1945年[8][9]）
- 構造 : 木造四階建[3]、146坪（約482.6平方メートル）
- 観客定員数 : 350名（1907年[1]） ⇒ 1,000名（1914年[1]） ⇒ 960名（1918年[3][4][5] - 1930年[6]） ⇒ 650名（1942年[8]・1943年[9]）

### 1945年 -
- 所在地 : 大韓民国ソウル特別市鐘路区廟洞56番地[1]
- 所有・経営 : 
  1. 株式会社團成社 （1953年 - 2008年[1]）
  2. シノス團成社 （2008年）
  3. 株式会社ASAAN M 團成社 （2008年[1] - ）
- 構造 : 木造四階建鉄筋 ⇒ コンクリート造（地下4階・地上9階）[1]
- 観客定員数 : 1,117名（1946年[1]） ⇒ 1,806名（2006年[1]）

## 概要

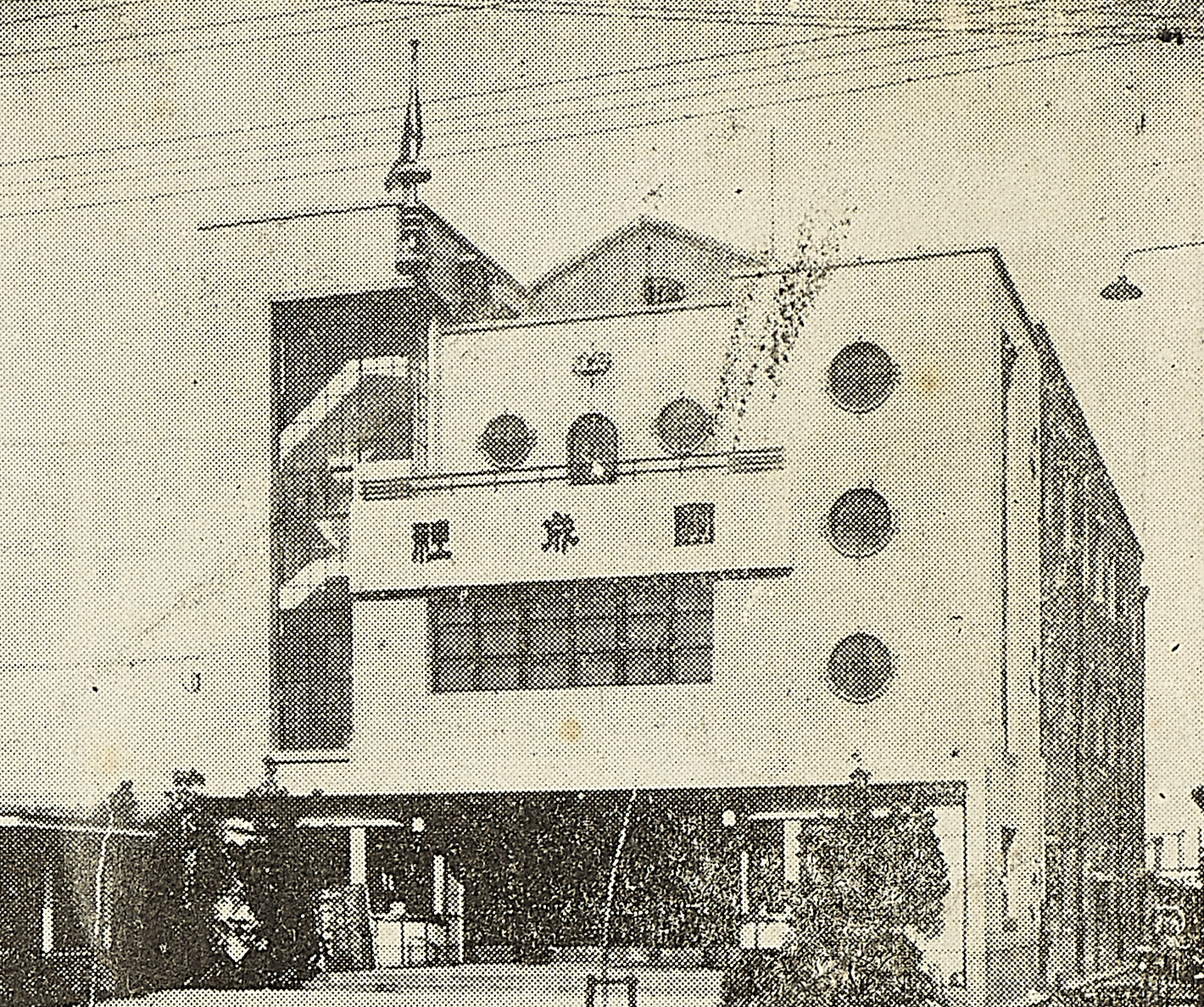
1918年12月21日落成した4階建の團成社

### 日本統治の時代
1907年（明治40年）6月4日、当時の大韓帝国の首府・漢城府の廟洞（のちの朝鮮京城府授恩町56番地、現在の大韓民国ソウル特別市鐘路区廟洞56番地）に團成社として開館した。当時の同国は、すでに日本の保護国であり、1910年（明治43年）8月29日には韓国併合によって日本の統治下に入っている。開館当時の同館の所有者は金然永であり、当初からすでに日本人が同地に入植しているものの朝鮮人向けの映画館であった。観客定員数は350名と小規模な木造の映画館であったが、1914年（大正3年）1月28日には改築によって1,000名に拡大している。
1917年（大正6年）には、日本人の実業家、田村義次郎に同館の所有権が移転している。同館オーナーに就任した田村は、当時同館のほかにも京城府内に黄金遊園を所有し、そこには黄金館（のちの國都劇場）および高等演技館（のちの世界館）を経営していた人物である。オーナーの田村は、同館を入手した翌年の1918年（大正7年）12月21日には、約6万円（当時）を投じて同館を4階建てに改築・再開館し、同館支配人に朴承弼を任命、同館の経営を任せた。1920年前後には田村は死去し、没後は妻の田村みねが同館の所有権を継承した。朴は同館を洋画専門館に切り替え、黄金館内に存在した天活鮮満一括代理店が配給する天然色活動写真（天活）が輸入した欧米の映画を上映した。やがて朴は映画製作も手掛けるようになり、天活の撮影技師宮川早之助を起用して『義理的仇討』（監督金陶山）を製作、1919年（大正8年）10月27日にこれを公開した。同作は、連鎖劇といって当時の日本で流行した映画と実演で構成されるものであったが、のちに「朝鮮映画第1号」あるいは「韓国映画第1号」とみなされた作品である。同作は、天活が製作・配給した連鎖劇『船長の妻』（1918年）からの影響が指摘されている。朴は同館の製作部門を團成社朴承弼演芸部として組織し、映画館経営の傍ら、映画製作を行った。同館は、優美館とならんで「高級な洋劇」を上映する映画館であり、朝鮮全域においても突出している旨、高く評価されていた。
1925年（大正14年）に発行された『日本映画年鑑 大正十三・四年』によれば、同館の敷地は146坪（約482.6平方メートル）、観客定員数は960名、所有者は「田村ノブコ」と記載され、支配人は朴承弼、興行系統は松竹キネマおよびユニヴァーサル映画、従業員数は40名、うち映画説明者（活動写真弁士）が6名、楽士の人員数の記載はないがオーケストラを編成していたという。当時の同館では、外国物（輸入映画、洋画）を中心に興行していたが、團成社朴承弼演芸部が製作した長篇劇映画『薔花紅蓮傳』（監督朴晶鉉）を上映し、好評を博したという記録が残っている。1927年（昭和2年）に発行された『日本映画事業総覧 昭和二年版』によれば、当時の所有者・経営者は「田村ノブ」と記載されており、支配人は朴承弼、観客定員数も変わらず、興行系統はマキノ・プロダクションおよび東亜キネマであったという。当時の同館では『巴里の女性』（監督主演チャールズ・チャップリン、アメリカ公開1923年9月26日、日本公開1924年10月）や、釜山府（現在の釜山広域市）の朝鮮キネマプロダクションが製作した『籠の鳥』（監督李圭卨、脚本津村秀一、1926年6月19日）を上映して高評を得た。1926年（大正15年）10月1日には、同じく朝鮮キネマが製作、『籠の鳥』の脚本を書いた津村秀一こと羅雲奎が監督・主演した『アリラン』（日本配給ヤマニ洋行、日本公開向け検閲日同年12月22日）を同館で公開している。1935年（昭和10年）10月4日には、トーキー版の『春香伝』（原題춘향전、監督李明雨、主演文藝峰）を同館で公開した。
1939年（昭和14年）3月27日には、大陸劇場と改称している。時期を同じくして経営者が変わっており、1942年（昭和17年）に発行された『映画年鑑 昭和十七年版』によれば、同館の経営者は石橋良介、支配人は須田光一、観客定員数も650名と大幅に減少している。石橋良介は、同府内明治町1丁目54番地（現在の明洞）に明治座を経営する人物である。第二次世界大戦が始まり、戦時統制が敷かれ、日本におけるすべての映画が同年2月1日に設立された社団法人映画配給社の配給になり、映画館の経営母体にかかわらずすべての映画館が紅系・白系の2系統に組み入れられるが、同資料には同館の興行系統については記述されていない。

### 解放後の時代

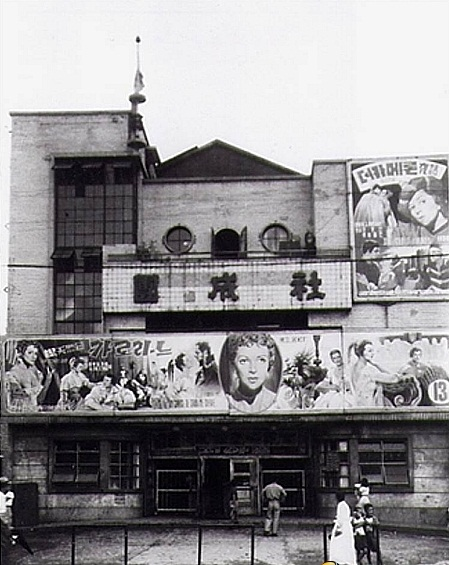
1953年（昭和28年）ころの同館。『浮気なカロリーヌ』を公開中、『デカメロン夜話』が公開を控えている。この建物は2001年（平成13年）に解体された。

1945年（昭和20年）8月15日、第二次世界大戦が終了し、同年9月8日から1948年（昭和23年）8月15日に大韓民国が建国されるまでの間は、在朝鮮アメリカ陸軍司令部軍政庁がこの地域を統治した。1946年（昭和21年）1月31日、館名を團成社に戻し、観客定員数も1,117名と増やして営業を開始している。1953年（昭和28年）ころには、『浮気なカロリーヌ』（監督ジャン・ドヴェーヴル、フランス公開1953年3月6日、日本公開同年12月2日）や、『デカメロン夜話』（監督ヒューゴー・フレゴネーズ、イギリス公開1953年1月13日、日本公開1954年2月15日）を同館で上映したことを示す写真が残っている（右写真）。同時期、『モガンボ』（監督ジョン・フォード、アメリカ公開1954年4月5日、日本公開同年4月9日）も同館で公開されている。同作は「改築新装開館披露特別プロ」である旨が、当時の同館の広告に記載されている。
1974年（昭和49年）8月15日には、至近に地下鉄1号線の鐘路3街駅が開業、1996年（平成8年）12月30日には地下鉄5号線が開通した。
2001年（平成13年）8月31日、同日をもって長年親しまれた旧来の建物での上映は終了して休館に入り、翌9月1日、建物の解体に入る。2005年（平成17年）1月、現在の地下4階、地上9階のビルが新築落成し、同ビルの内部に7スクリーンのマルチプレックスシアターとして再開館した。2006年（平成18年）9月、さらに3スクリーンを追加、10スクリーンとなる。2008年（平成20年）4月には、メガボックスと組んでシノス團成社を設立したが、同年9月23日には倒産、同年11月19日には「株式会社ASAAN M 團成社」が設立され、以降、同社が同館を経営している。

## ギャラリー

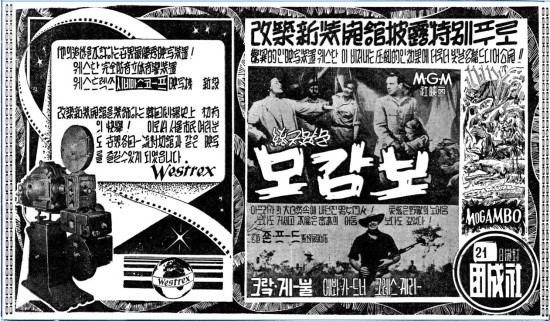
『モガンボ』公開時の新聞広告。